# The Divine Wings of Tragedy
The Divine Wings of Tragedy – trzeci album studyjny grupy Symphony X. Zawiera 9 utworów, od symfonicznego thrash metalu ("Of Sins and Shadows") do epickich i progresywnych utworów ("The Accolade", "The Divine Wings of Tragedy"). Utwór tytułowy "The Divine Wings of Tragedy" zawiera fragmenty z Mszy h-moll Johanna Sebastiana Bacha i "Planet" Gustava Holsta. Utwór jest zainspirowany powieścią Johna Miltona pt. Raj utracony a główny motyw został wykorzystany w ostatnim utworze na płycie Paradise Lost "Revelation (Divus Pennae ex Tragoedia)".

## Twórcy
- Russell Allen - śpiew
- Michael Romeo - gitara elektryczna
- Michael Pinnella - instrumenty klawiszowe
- Thomas Miller - gitara basowa
- Jason Rullo - perkusja

## Lista utworów
1. "Of Sins and Shadows" – 4:58
2. "Sea of Lies" – 4:18
3. "Out of the Ashes" – 3:39
4. "The Accolade" – 9:51
5. "Pharaoh" – 5:30
6. "The Eyes of Medusa" – 5:27
7. "The Witching Hour" – 4:15
8. "The Divine Wings of Tragedy" – 20:41
  - I. At the Four Corners of the Earth
  - II. In the Room of Thrones
  - III. A Gathering of Angels
  - IV. The Wrath Divine
  - V. The Prophet's Cry
  - VI. Bringer of the Apocalypse
    - A. Eve of Sacrifice
    - B. Armies in the Sky
    - C. Dies Irae

  - VII. Paradise Regained
9. "Candlelight Fantasia" – 6:45